# 岡維克 (明尼蘇達州)
岡維克（英語：Gonvick）是一個位於美國明尼蘇達州清水縣的城市。

## 人口
根據2020年美國人口普查的數據，岡維克的面積為3.39平方千米，當中陸地面積為3.39平方千米，而水域面積為0.00平方千米。當地共有人口263人，而人口密度為每平方千米78人。